# Arteria alveolaris superior posterior
Die Arteria alveolaris superior posterior („obere hintere Zahnfacharterie“) ist eine Schlagader des Kopfes beim Menschen.
Die Arteria alveolaris superior posterior entspringt dem dritten Abschnitt der Arteria maxillaris in der Fossa pterygopalatina (Flügel-Gaumen-Grube), häufig gemeinsam mit der Arteria infraorbitalis. Sie teilt sich in zahlreiche Äste, die in die Zahnfächer der Oberkieferseitenzähne (Molaren und Prämolaren) ziehen und diese Zähne versorgen. Außerdem versorgen Äste das Zahnfleisch und die Schleimhaut der Kieferhöhle in dieser Region.